# フタル酸エステル
フタル酸エステル類（フタルさんエステルるい）は、フタル酸（オルト体）とアルコールのエステルの総称である。フタル酸ビス(2-エチルヘキシル)を代表とする高級アルコールのフタル酸エステルは可塑剤として有用である（フタル酸系可塑剤）。一般に工業的には、フタル酸（遊離酸）と過剰のアルコールから、水をアルコールと共沸脱水してエステル化する。

## 人間への影響
ポリ塩化ビニルなどの可塑剤として多く使われ、食品パッケージ、おもちゃ、ビニールフロア、接着剤、洗剤、潤滑油、ヘアスプレー、医療用品など一般的に使用される為、多くの人間がフタル酸エステルに暴露されている。アメリカ疾病予防管理センター（CDC)によると大部分の米国人の尿から幾種類ものフタル酸エステルの代謝物が検出された。げっ歯類での研究では何種類かのフタル酸エステルに対し大量に暴露されたときホルモンレベルの変化と出生異常が認められた。
内分泌攪乱物質である疑いが強く、ヨーロッパ、カナダ、米国ではDEHP, BBP, DBP,などの使用規制の動きが強まっている。（フタル酸系可塑剤の環境問題については記事 フタル酸ビス(2-エチルヘキシル)#環境暴露の節で詳説。）
アルコール基が異なる各エステルの詳細は表の化合物名のリンク先の各記事も参照。

## 主なフタル酸エステル
| 化合物名                                                                         | 略号     | 分子量 | 融点  | 沸点             | CAS登録番号                | 特性・その他                                              |
| -------------------------------------------------------------------------------- | -------- | ------ | ----- | ---------------- | -------------------------- | --------------------------------------------------------- |
| フタル酸ジメチル （Dimethyl phthalate）                                          | DMP      | 194.19 | 2°C   | 282°C            | [131-11-3]                 | 相溶性添加剤、酢酸セルロース可塑剤、希釈剤                |
| フタル酸ジエチル （Diethyl phthalate）                                           | DEP      | 222.24 | −3°C  | 298–299°C        | [84-66-2]                  | 相溶性添加剤、酢酸セルロース・ポリスチレン可塑剤、化粧品  |
| フタル酸ジアリル （Diallyl phthalate）                                           | DAP      | 246.26 | −70°C | 165–167°C/5 mmHg | [131-17-9]                 | 熱硬化性樹脂の原料                                        |
| フタル酸ジブチル （Dibutyl phthalate）                                           | DBP      | 278.35 | −35°C | 340°C            | [84-74-2]                  | 加工性向上添加剤、塗料、接着剤                            |
| フタル酸ジイソブチル （Diisobutyl phthalate）                                    | DIBP     |        | -     | 327°C            | [84-69-5]                  | セルロイド、ネイルポリッシュ、爆発物、塗料製造            |
| フタル酸ジノルマルヘキシル （Di-n-hexyl phthalate）                              | DHP      |        | -     | -                | [84-75-3]                  | 床材、工具の握り部、自動車部品                            |
| フタル酸ビス(2-エチルヘキシル) フタル酸ジオクチル Bis(2-ethylhexyl)phthalate）   | DOP DEHP | 390.56 | −50°C | 384°C            | 117-81-7                   | 汎用可塑剤 電線被覆、壁紙、フィルム、血液バッグ・チューブ |
| フタル酸ジノルマルオクチル （Di-n-octyl phthalate）                              | DnOP     | 390.56 |       |                  |                            | 低揮発性可塑剤、電線被覆、フィルム                        |
| フタル酸ジイソノニル （Diisononyl phthalate）                                    | DINP     | 418    |       | 403°C            | [28553-12-0], [68515-48-0] | 汎用可塑剤 電線被覆、壁紙、フィルム                       |
| フタル酸ジノニル （Dinonyl phthalate）                                           | DNP      | 418    |       |                  |                            | 絶縁性改良添加剤、電線被覆、                              |
| フタル酸ジイソデシル （Diisodecyl phthalate）                                    | DIDP     | 446    | −50°C | 420°C            | [26761-40-0]               | 低揮発性可塑剤、絶縁性改良添加剤、耐熱電線、合成レザー    |
| フタル酸ビスブチルベンジル フタル酸ブチルベンジル （Bis(butylbenzyl) phthalate） | BBP BBzP | 312    |       | 370°C            |                            | 加工性向上添加剤、接着剤、シーリング材                    |